# シャテンTV
シャテンTV(しゃてんてれび)は、かつて株式会社プリムスが2010年6月27日から始めたインターネットテレビ局である。スタジオは10名程度観覧できるスペースを備え、ニコニコ生放送とUstreamで公開生放送が出来る設備を整えており、平日夜の生放送は1番組3000円で観覧できる。(2番組通しで観覧する場合、学生(高校生まで)、女性の場合は割引がある。)

## 概要
- 生放送のスタジオは東京・渋谷並木橋付近に所在する。
- ニコニコ生放送とUstreamを使い、スタジオからの生放送を行っている。すべての番組で生放送中に書き込まれたコメントが直接出演者に届く。
- 平日夜の生放送の時間は90分。ニコニコ生放送の場合は、1枠30分のため、3枠使い90分放送しているが、応援があると、3枠分通しで放送することがある。
- 土日祝日に行われる撮影会ライブ配信はニコニコ生放送の場合は、30分ごとに自動延長を使い6時間通しで放送をする。
- ニコニコ生放送とUstreamを使うため、携帯電話でも視聴できる。
- 2025年3月現在、ホームページ閉鎖を確認。

## 現在放送中の生放送番組
- 月曜19:00～20:30「☆みうみうの部屋☆」(2012年4月16日 -)※隔週
- 月曜21:00～22:30「牡丹と薔薇と百合」[1](2012年1月9日-)
- 火曜19:00～20:30「アイドルですけどなにか？」[2](2010年11月9日か16日-)※隔週[3]
- 火曜19:00～20:30「ACE48」(2011年11月15日)※隔週
- 火曜21:00～22:30「対決！おおさわちゃん」[4](2010年9月7日-)※隔週
- 火曜21:00～22:30「話かみ合いませんけど渋谷でアリーナ」[5](2012年1月24日-)※隔週
- 水曜19:00～20:30「S.T.P.アニマガ★工房」[6] (2012年1月18日-)
- 水曜21:00～22:30「一色亜莉沙のぶっこみハイスクール！」(2011年9月28日-)
- 木曜19:00～20:30「さとりみっくす♪」(2011年10月20日-)
- 木曜21:00～22:30「森崎愛の四の字熟語」[7](2012年2月9日-)※隔週
- 木曜21:00～22:30「みかとゆりの井戸端会議」(2012年3月29日-)※隔週 ※シャテン大阪支部が放送[8]
- 木曜21:00～22:30「乾杯！サムライ大統領」[9](2012年3月29日-)※隔週 ※メンズシャテンで放送
- 金曜19:00～20:30「並木橋女学園☆放課後あゆみ倶楽部」[10](2012年4月6日-)
- 金曜21:00～22:30「もっちーとまっきーの競馬deナイト」[11](2011年9月2日-)
- 土日祝日12:00～18:00「撮影会ライブ配信」(2010年6月27日-)※不定期
- 不定期「社長雑談枠」※上記放送が中止された場合や番組がないときに放送

## 終了した生放送番組

### 単発番組
- 2010年9月9日(木)21:00～22:30「ひなぴょんの放送事故どんだんずー」[12]
- 2010年10月6日(水)21:00～22:30「まいまい☆あみーご」
- 2010年11月9日(火)19:00～20:30「かぐやの並木橋神社巫女の舞（仮）」
- 2011年2月10日(木)「Nexus Presents Vol.5　チャイルドビズ Beauty Night」
- 2011年4月15日(金)「クラブで朝までイベント！」
- 2011年5月29日(日)「DTの初デートキターー！！！！」
- 2011年6月10日(金)「リア充観察枠」
- 2011年7月2日(土)「ＤＴのデート配信キター！」
- 2011年7月9日(土)「アリスプロジェクト☆ファン感謝祭vol.2」
- 2011年9月19日(月)「穂高玲奈x鮎瀬宏美」

### 帯番組
- 「とりあえずビール（仮）」(2011年2月17日-2011年3月3日) 放送時間帯：木曜19:00～20:30
- 「【緊急ニュース】ドリ☆グラがやってきた！」[13](2011年1月19日-2011年4月12日) 放送時間帯：火曜21:00～22:30
- 「DMラボ」(2010年10月18日-2011年4月18日) 放送時間帯：月曜21:00～22:30
- 「小悪魔あんだぁーとぉく」[14](2011年2月5日-2011年4月29日) 放送時間帯：金曜21:00～22:30
- 「りなにpit☆in」(2011年3月9日-2011年5月4日) 放送時間帯：水曜19:00～20:30
- 「望月一花と吉川あくりのNexusModelsTV」[15](2010年12月1日-2011年5月4日) 放送時間帯：水曜21:00～22:30
- 「木曜日って何曜日？」[16](2011年2月3日-2011年6月9日) 放送時間帯：木曜21:00～22:30
- 「キッズ.TV」(2011年5月11日-2011年6月29日) 放送時間帯：水曜17:00～18:30
- 「えりちゃんまいのピンクroom」[17](2011年5月11日-2011年7月27日) 放送時間帯：水曜21:00～22:30
- 「LAセレ部と騒がNight」(2011年5月6日-2011年7月29日) 放送時間帯：金曜21:00～22:30
- 「早乙女美樹と神坂美羽のプライベートルーム」[18](2011年8月3日-8月24日) 放送時間帯：水曜21:00～22:30
- 「モデル.TV」(2011年5月11日-2011年8月31日) 放送時間帯：水曜19:00～20:30
- 「美波映里香のみんなのえりか」(2010年8月6日-2011年9月23日) 放送時間帯：金曜19:00～20:30
- 「高久由莉香のピンクのツボ」[19](2010年11月1日-2011年9月26日) 放送時間帯：月曜21:00～22:30
- 「安食麻衣の○○喰っちまうぞ！」(2011年7月12日-2011年10月18日) 放送時間帯：火曜19:00～20:30
- 「渡辺朱莉のスイートな夜☆」(2011年7月11日-2011年10月31日) 放送時間帯：月曜21:00～22:30
- 「渡辺朱莉の一人じゃ無理！」[20](2011年11月7日-2011年12月26日) 放送時間帯：月曜21:00～22:30
- 「代々木姉妹のアングラ団塊主義！」[21](2011年7月19日-2012年1月10日) 放送時間帯：火曜21:00～22:30
- 「JALA　コスプレTV」(2011年9月7日-2012年1月11日) 放送時間帯：水曜19:00～20:30
- 「並木橋女子高100%ラ部」(2010年11月1日-2012年3月26日) 放送時間帯：月曜19:00～20:30
- 「並木橋女学園☆小中カワイイ発見ラボ」(2011年10月7日-2012年3月30日) 放送時間帯：金曜19:00～20:30

### メンズシャテン
- 「婚活イケメンパラダイス」(2011年7月14日-7月28日) 放送時間帯：木曜21:00～22:30
- 「ジュノンベスト30なのに、歌舞伎町ニューハーフもする早大生のつぶやき(仮)」(2011年9月1日) 放送時間帯：木曜21:00～22:30
- 「World of Style」[22](2011年8月25日-2011年9月22日) 放送時間帯：木曜19:00～20:30
- 「川上弘明のat home floor」[23](2011年9月8日-2012年1月19日) 放送時間帯：木曜21:00～22:30
- 「イケメン美容師が美人モデルと！」(2012年1月26日) 放送時間帯：木曜21:00～22:30